# Magot de Buis
Le magot de Buis est un trésor de pièces d'or mérovingiennes trouvé dans un potager à Buis (un hameau de Chissey-en-Morvan) vers 1855. Il comporte alors environ 300 à 400 pièces lorsque l'antiquaire local Anatole de Charmasse les consulte en 1873, en identifie 55 types, note des légendes et dessine des croquis. Ils a depuis été dispersé. Plus récemment, Jean Lafaurie identifie 76 pièces du magot : 75 tremisses mérovingiennes et un dīnār arabo-byzantin de Damas. Onze des pièces proviennent de l'atelier de Chalon-sur-Saône et la dernière émission mérovingienne datable est frappée au nom de Clotaire II à Marseille entre 612 et 629. Pierre Le Gentilhomme, qui publie la découverte pour la première fois en 1938, conclut qu'elle a très probablement été déposée dans les années 640, sur la base de la séquence des argentiers de Chalon. Il peut avoir été enterré dans le cadre de la bataille d'Autun et de la mort de Willibad en septembre 642 ou 643, car selon la Chronique de Frédégaire cela est suivi de beaucoup de troubles et de pillages.
Le dīnār  arabo-byzantin apparaît sur le marché des antiquités en 1862. D'après le catalogue d'Henri Lavoix de 1887, il est trouvé avec deux monnaies mérovingiennes. Il représente les empereurs Héraclius, Constantin III et Héraclonas à l'avers et porte la shahāda au revers. S'il est daté peu avant 693, lorsqu'une nouvelle monnaie a été introduite par le calife Abd al-Malik, elle est incompatible avec le reste du magot de Buis. Lafaurie suggère la date très ancienne de 636-641, contemporaine des empereurs représentés. Clive Foss suggère que le dīnār, qui ne porte aucun symbole chrétien, fait partie des problèmes du calife Muʿāwiya Ier qui sont rejetés en hommage par l'empereur Constant II Héraclius en 659. Bien qu'il ait certainement été trouvé non loin de Buis, Philip Grierson soutient qu'il ne peut pas appartenir au trésor de Buis. Michael McCormick le considère également comme une découverte égarée. C'est aujourd'hui la « seule pièce d'or arabo-byzantine à avoir été trouvée hors du Levant ».[Information douteuse]
Les tremisses du trésor proviennent pour la plupart du royaume de Bourgogne. La représentation des monnaies le long des fleuves Rhône, Saône et Meuse reflète la place de Buis le long de la route commerciale reliant la Méditerranée et le Rhin à travers la Francie orientale. Si le dīnār peut être attaché au trésor, il montrerait le lien de cette route avec la Syrie.